# 趙宗輔
趙宗輔（11世纪？—1084年），北宋宗室。宋太宗曾孙，赵元份之孙，赵允让第四子，宋英宗的哥哥。
元丰七年（1084年）二月，潞州觀察使、贈彰信軍節度使、開府儀同三司、濟陰榮王趙宗輔去世。宋神宗臨奠，下手詔：「朕自嘉祐中從先皇帝入居儲宮，離濮邸已二十餘年。今日緣奠故伯宗輔，因得趨謁濮安懿王祠堂，顧瞻諸伯叔父，所存者無幾，皆齒髮衰邁，儀形非往日之比，深用惻然。其議加恩諸父。」趙宗輔被追贈太師，追封楚王（樊王），謚榮。

## 诸子
- 赵仲谏，太子右内率府副率
- 赵仲𣀈，华国公，谥孝仲
- 赵仲瑈，光山军承宣使
- 赵仲㻬，太子右内率府副率
- 赵仲靡，赠左领军卫将军
- 趙仲湜，字巨源，初名仲泹，仪王，谥恭孝
- 赵仲羽，咸宁郡王
- 赵仲强，金州观察使
- 赵仲𫕄，贵州团练使
- 赵仲㽦，莫州观察使
- 赵仲璒，赠左领军卫将军
- 趙仲增，简王，谥穆孝
- 赵仲谯，永宁郡王，谥敦惠
- 趙仲理，谥濮王
- 赵仲笃，嘉国公，谥孝恭
- 赵仲戭，安康郡公
- 赵仲瀛，康平侯